# Championnat d'Afrique féminin de volley-ball 1995
Navigation
Édition précédente Édition suivante
Le 7e championnat d'Afrique féminin de volley-ball s'est déroulé en 1995. Il a mis aux prises les six meilleures équipes continentales.

## Classement final
| Place              | Équipe  |
| ------------------ | ------- |
| Médaille d'or      | Kenya   |
| Médaille d'argent  | Nigeria |
| Médaille de bronze | Tunisie |
| 4                  | Angola  |
| 5                  | Maurice |
| 6                  | Zambie  |